# Brandon Brooks (baloncestista)
Brandon Brooks (Dallas, Texas, 28 de junio de 1987) es un  exbaloncestista estadounidense, que jugó cuatro temporadas como profesional. Con 1,88 metros de estatura, jugaba en la posición de base.

## Trayectoria deportiva

### Universidad
Tras pasar dos años en el junior college de North Lake, jugó dos temporadas más con los Hornets de la Universidad Estatal de Alabama, en las que promedió 11,6 puntos, 6,4 asistencias, 4,2 rebotes y 1,3 robos de balón por partido, En la primera de ellas fue incluido en el segundo mejor quinteto de la Southwestern Athletic Conference, mientras que en la segunda lo haría en el primero y sería elegido Jugador del Año.

### Profesional
Tras no ser elegido en el Draft de la NBA de 2009, en el mes de julio firmó su primer contrato profesional con el Eisbären Bremerhaven de la Basketball Bundesliga alemana. Allí jugó una temporada en la que promedió 7,4 puntos y 2,2 asistencias por partido.
Regresó a su país al año siguiente para firmar con los Tulsa 66ers de la NBA D-League, donde jugó una temporada como suplente en la que promedió 4,2 puntos y 3,0 asistencias por encuentro. En agosto de 2011 fichó por el Phoenix Hagen por una temporada, regresando así a la liga alemana. Acabó promediando 10,1 puntos y 3,3 asistencias por encuentro.
Tras jugar un año en el equipo israelí del Hapoel Kfar Saba, en marzo de 2013 volvió a los Tulsa 66ers, donde jugó en cuatro partidos antes de retirarse definitivamente.